# Murad Giray
Murad Giray, (Tataro di Crimea: Murad Geray, مراد كراى, Turco: Murat Giray) (1627 – Jambol, 1696), fu un Khan di Crimea che ha regnato dal 1678 al 1683.
Nipote di Selâmet I Giray, Murad sostituì il khan detronizzato Selim I Giray nel 1683. Partecipò alla battaglia di Vienna del 1683 insieme all'Armata ottomana. Una volta sconfitto, fu ritenuto responsabile della sconfitta dal Gran Visir Kara Mustafa Pascià (successivamente giustiziato) e fu deposto, per essere sostituito da Hacı II Giray.
Fu esiliato vicino a Yambol ove morì nel 1696.